# Omloop van het Houtland 2024
L'Omloop van het Houtland 2024, settantottesima edizione della corsa e valida come prova dell'UCI Europe Tour 2024 categoria 1.1, si svolse il 25 settembre 2024 su un percorso di 195,2 km, con partenza da Eernegem e arrivo a Lichtervelde, in Belgio. La vittoria fu appannaggio del tedesco Max Walscheid, il quale completò il percorso in 4h21'23", alla media di 44,808 km/h, precedendo l'olandese Dylan Groenewegen e il francese Pierre Barbier.
Sul traguardo di Lichtervelde 133 ciclisti, dei 148 partiti da Eernegem, portarono a termine la competizione.

## Squadre e corridori partecipanti
| N.      | Cod. | Squadra                   |
| ------- | ---- | ------------------------- |
| 1-7     | IWA  | Intermarché-Wanty         |
| 11-17   | ADC  | Alpecin-Deceuninck        |
| 21-27   | LTK  | Lidl-Trek                 |
| 31-37   | ARK  | Arkéa-B&B Hotels          |
| 41-47   | COF  | Cofidis                   |
| 51-57   | GFC  | Groupama-FDJ              |
| 61-67   | DFP  | Team DSM-Firmenich PostNL |
| 71-77   | JAY  | Team Jayco AlUla          |
| 81-87   | LTD  | Lotto Dstny               |
| 91-97   | BWB  | Bingoal WB                |
| 101-107 | TDT  | TDT-Unibet Cycling Team   |

| N.      | Cod. | Squadra                     |
| ------- | ---- | --------------------------- |
| 111-117 | TFB  | Team Flanders-Baloise       |
| 121-127 | TEN  | TotalEnergies               |
| 131-137 | UXM  | Uno-X Mobility              |
| 141-147 | SQD  | Soudal-Quick-Step Devo Team |
| 151-157 | BCY  | Beat Cycling Club           |
| 161-167 | PWB  | Philippe Wagner-Bazin       |
| 171-177 | TIS  | Tarteletto-Isorex           |
| 181-187 | RSW  | Team Felt Felbermayr        |
| 191-197 | TSL  | Team Skyline                |
| 201-207 | VWT  | VolkerWessels Cycling Team  |
| 212-217 | NST  | Novapor Speedbike Team      |

## Ordine d'arrivo (Top 10)
| Pos. | Corridore         | Squadra       | Tempo    |
| ---- | ----------------- | ------------- | -------- |
| 1    | Max Walscheid     | Jayco         | 4h21'23" |
| 2    | Dylan Groenewegen | Jayco         | s.t.     |
| 3    | Pierre Barbier    | Wagner        | s.t.     |
| 4    | Gerben Thijssen   | Intermarché   | s.t.     |
| 5    | Sente Sentjens    | Alpecin       | s.t.     |
| 6    | Clément Russo     | Groupama      | s.t.     |
| 7    | Fabio Jakobsen    | DSM           | s.t.     |
| 8    | Lars Vanden Heede | Soudal Devo   | s.t.     |
| 9    | Sebastian Nielsen | TDT           | s.t.     |
| 10   | Jason Tesson      | TotalEnergies | s.t.     |